# Wacław di Szamotuły
Wacław di Szamotuły noto anche come Wacław Szamotulski e Szamotulczyk (Szamotuły, 1524 circa – Pińczów, 1560 circa) è stato un compositore e poeta polacco.

## Biografia
Wacław studiò prima all'Accademia Lubrański di Poznań e nel 1538 all'Università di Cracovia. Wacław di Szamotuły era un poliedrico uomo rinascimentale, che conosceva il diritto, la matematica e la filosofia, in particolare quella aristotelica. Oltre alla musica, scrisse poesie sia in polacco sia in latino. Nel 1547 o nel 1548 fu nominato compositore alla corte di Sigismondo II Augusto. Non gli si richiese di formare giovani cantanti, probabilmente perché aveva problemi con la voce. Nel 1555 Wacław lasciò Cracovia, dopo aver ricevuto il titolo di compositore reale.
Morì giovane e ci rimangono poche sue opere. Secondo Szymon Starowolski, che scrisse la prima breve biografia di Wacław, "Se gli dei gli avessero concessero di vivere più a lungo, i Polacchi non avrebbero bisogno di invidiare agli Italiani Palestrina, Lappi o Viadana."
I suoi mottetti In te Domine speravi e Ego sum pastor bonus furono le prime composizioni polacche ad essere stampate all'estero. Secondo Gustave Reese, lo stile di Wacław può essere rintracciato in entrambi i mottetti; "la costante sovrapposizione di frasi e l'esperto stile imitativo rivelano un'influenza franco-olandese." .

## Opere

### Mottetti (Motety)
- In te, Domine, speravi (pubblicato a Norimberga nel 1554)
- Ego sum pastor bonus (pubblicato a Norimberga nel 1564)
- Nunc scio vere

### Canzoni (Pieśnie)
- Alleluja, Chwalcie Pana Alleluia (Laudate Dominum omnes gentes)
- Nakłoń, Panie, ku mnie ucho Twoje
- Kryste dniu naszej światłości inno della compieta per la Quaresima
- Błogosławiony człowiek (Beatus vir, qui non abiit...)
- Modlitwa, gdy dziatki spać idą o Już się zmierzka. Questa è forse la sua opera più celebre. Henryk Górecki usò questo tema rinascimentale in almeno tre brani: Corale in forma di un canone (1961/1984), Antica musica polacca (1969) e il Primo quartetto d'archi (1988), con il sottotitolo Już się zmierzcha.
- Pieśń o narodzeniu Pańskim o Pochwalmyż wszytcy społem (Canzone della Natività)
- Powszechna spowiedź ("Confessione quotidiana"). Questa composizione ha una struttura omofonica, cioè tutte le note sono eseguite contemporaneamente, in contrasto con la polifonia imitativa.